# Cimetière Marcadet
Pour les articles homonymes, voir Marcadet.
Le cimetière Marcadet est un ancien cimetière de la commune de La Chapelle, puis du 18e arrondissement de Paris après 1859.

## Historique

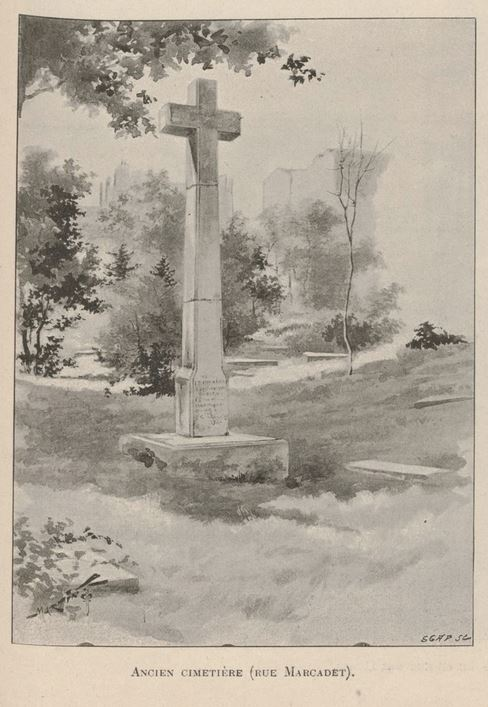
La Croix-Cottin dans le cimetière Marcadet.

Le décret impérial sur les sépultures du 23 prairial An XII (12 juin 1804) stipule qu'« aucune inhumation n'aura lieu […] dans l'enceinte des villes et bourgs » et qu'« il y aura, hors de chacune des villes ou bourgs, à la distance de trente-cinq à quarante mètres au moins de leur enceinte, des terrains spécialement consacrés à l'inhumation des morts ».
Le cimetière de La Chapelle se trouvant alors à l'emplacement de l'actuelle place de Torcy, un nouveau cimetière est ouvert à l'extérieur du bourg sur un terrain isolé au nord du hameau de la Goutte d'Or. La Croix-Cottin, une croix monumentale élevée en 1763 dans l'ancien cimetière, est déplacée dans ce cimetière. Ce cimetière était accessible depuis l'actuel 29, rue Marcadet. 
Le cimetière est fermé lorsque est créé le nouveau cimetière de la Chapelle en 1850 situé au-delà de l'enceinte de Thiers (le nouveau cimetière étant intégré à la commune de Saint-Denis après le rattachement de la partie intramuros de la commune de La Chapelle à Paris par la loi du 16 juin 1859).
Il est rouvert lors du siège de Paris de 1870, l'accès aux lieux d'inhumation extra-muros étant empêché par la présence de l'armée allemande ; en 1870-1871, il reçoit 2 811 corps.
Progressivement intégré à l'espace urbain, il est définitivement fermé et désaffecté en 1878. 
La Croix-Cottin est installée définitivement en 1887 dans le jardin de l'église Saint-Pierre de Montmartre.
Le terrain est loti et sont construites les actuelles écoles Pierre-Budin et d'Oran. La rue Pierre-Budin, anciennement impasse du Cimetière, puis impasse d'Oran, est prolongée jusqu'à la rue Léon au travers de l'ancien cimetière en 1906.